# 沼泽性子宫
沼泽性子宫（英語：boggy uterus），是通过身体检查发现子宫比常规预测更软弱。
它作为一种诊断结论，可能指向宫缩无力。此外，它也和子宫内膜异位有关。